# 팔란티어 워드 프로세서
팔란티어 워드 프로세서는 미국의 팔란티어 소프트웨어사가 제작한 워드프로세서로 1984년에 영문판을 처음 출시 했고, 이 영문판을 1987년에 한글화 시켜서 출시했다. 용량도 비교적 작은데다가, 한글과컴퓨터의 아래아한글보다 더 일찍 나왔다. 확장자는 PWP이다. 하지만, 한번 설치하면 두번 다시 설치할 수 없는 락(Lock)이 걸려져 있다.